# 周衍椒
周衍椒（1919年—1988年），男，湖南长沙人，中国生理学家，曾任湖南医学院教授、博士生导师。